# Občina Majšperk
Občina Majšperk je ena od občin v Republiki Sloveniji.
Občina Majšperk leži na zahodnem delu Haloz. Občina meji na občino Kidričevo, Makole, Slovensko Bistrico, Rogaško Slatino, Rogatec, Žetale in Videm  Središče občine je naselje Majšperk, ki leži 16 km jugozahodno od mesta Ptuj.

## Naselja v občini
Bolečka vas, Breg, Doklece, Dol pri Stopercah, Grdina, Janški Vrh, Jelovice, Koritno, Kupčinji Vrh, Lešje, Majšperk, Medvedce, Naraplje, Planjsko, Podlože, Preša, Ptujska Gora, Sestrže, Sitež, Skrblje, Slape, Spodnja Sveča, Stanečka vas, Stogovci, Stoperce, Zgornja Sveča